# HD 152824
HD 152824，又名CD-5010924，SAO 244313、HR 6289，是一颗恒星，视星等为5.55，位于銀經337.02，銀緯-4.88，其B1900.0坐标为赤經16h 50m 34.7s，赤緯-50° -4.88′ 59″。